# 손도심
손도심(孫道心, 1920년 10월 7일 경기도 화성 ~ 1979년 8월 18일)은 우익 계열 학생운동가 출신의 대한민국 정치인이다. 제3, 4대 민의원의원을 지냈다.

## 생애
1947년 서울대학교 총학생회장으로서 고려대학교의 이철승과 함께 신탁통치 반대를 중심으로 한 우익 학생 운동을 주도했다. 한국 6.25전쟁 발발시 전국 대학생 의용단인 대한학도 의용대 호국단 총본부 대장을 맡으며 휘하에 김영삼 등을 두었다.
1954년 1955년 잠시 단국대학 강사를 하다가 제3대 민의원의원에 당선되면서 제1공화국 정치인이자 자유당 소장 강경파의 한사람으로 당원의 이론무장에 크게 기여 하였다. 1956년 미국 국무성 초청 국회의원 시찰단으로 민관식, 박영출, 정준모, 황성수와 함께 95일간 미국시찰을 하였다.
1958년 제4대 민의원의원 선거에서도 당선되었다. 일명 자유당의 입으로 불리며 황성수, 구철희와 주요 연설 논객으로 활동하며, 서울신문 사장을 지내다가, 4·19 혁명 이후 3.15 부정에 대한 책임을 지고 의원직을 자진 사퇴하였다. 3.15 부정선거 투표용지 서울신문사 연관설로 조사받았으나 무혐의 처리되었다. 사사오입 개헌에 관련하여 "이 얼마나 구차스러운 이론 이었으며, 이 얼마나 자유당이 수모받는 끔찍끔찍한 단어인가?"라는 말을 남겼다. 남전노조 노동조합 운동을 함께 지원한 정대천은 사측에 노조를 인정하고 해고자를 복직시키게 건의하던 중 "손도심의원의 중역진에 대한 호통은 대단했으며 불의에 대한 절개는 나는 새도 떨어뜨릴 기개였다."라고 하였다.
1960년 4월 11일 민의원 본회의 시작과 더불어 신상발언을 신청해 "육군 헌병관 이규광 준장과 그의 친형인 육본 경리감 이규동 준장이 막대한 국고를 유용하고, 부정 사실을 은폐하고, 부정 축재를 자행하고 있다."고 폭로했다. 이규동은 훗날 대통령이 되는 전두환의 부인 이순자의 부친이다. 손의원은 이와 더불어 이들의 부정을 제보한 영관급 장교들의 투서와 증거서류 원본을 공개했다. 그 증거서류에는 거액의 예금통장과 각종 영수증 등이 포함되어 있다.
이후, 1966년 자유당 정권의 의원으로써 국민에게 사죄하는 의미로 가장 낙후되어 있던 전남 화순 탄광지역 등을 돌며 대한성서 공회의 협찬으로 무료 쪽복음으로 전도하였다.
우리나라 최초로 장기협회를 창설, 초대 이사장 역임하였고, 고려 청기와를 연구하는 데 몰두하기도 하였다. 
1975년부터 건설 공제 조합 이사, 감사 역임을 하였고, 골동품과 고미술에 대한 심미안으로 골동품 콜렉터로 일가를 이루었으며 '고미술협회'를 창설하였다.
난민정착사업으로 황해도 실향민들이 안산사리 마을에 살수있도록 소와 농사 지을 땅을 주어 도왔다.
저서로는 '경세가와 정략가'  '원수는 없다.'  '세계의 국기'  '호랑이' '지렁이 흉내' 등이 있다.

## 약력
- 서울대학교 문리대학 정치학과 졸업
- 전국학연중앙위원회 위원장
- 자유당 화성갑지구당 위원장
- 서울신문 사장
- 자유당 중앙당 선전부위원장
- 한국장기협회 회장

## 역대 선거 결과
|  | 48.89% |

|  | 50.67% |

|  | 5.18% |

## 참고 자료
- 손도심 - 대한민국헌정회
- 손도심(孫道心) - 한국학중앙연구원

| 전임 박현숙 | 제7대 무임소장관 (임영신과 공동) 1959년 1월 30일 ~ 1960년 8월 22일 | 후임 김준연 |